# Terapia familiar
A Terapia familiar, muitas vezes associada à sua variante de terapia de casal, e conhecida como terapia familiar sistêmica — devido à sua origem no seio do Modelo Sistêmico —, é um tipo de terapia que se aplica a casais ou famílias, onde os membros possuem algum nível de relacionamento. A terapia familiar sistêmica tende a compreender os problemas em termos de sistemas de interação entre os membros de uma família. Desse modo, os relacionamentos familiares são considerados como um fator determinante para a saúde mental e os problemas familiares são vistos mais como um resultado das interações sistêmicas, do que como uma uma característica particular de um indivíduo.
Os terapeutas familiares costumam orientar o seu foco de intervenção mais para o modo como os padrões de interação sustentam um problema, do que propriamente para a identificação das suas causalidades. Considera-se que a família como um todo é maior do que a soma das partes.
Teve como criadora e maior expoente, a terapeuta norte-americada, Virgínia Satir. Ela, juntamente com Fritz Perls e Milton Erikson, tiveram seus atendimentos gravados com microcâmeras e pesteriormento suas estratégias terapêuticas, padrões de interação minunciosamente estudados por Richard Bandler e John Grinder, até que os dois pudessem decifrar suas hábeis estruras.
Desta forma, o modelo sistêmico se tornou uma das bases filosóficas do que viria a se tornar a Programação Psicanalitica.